# Chang Bhakar

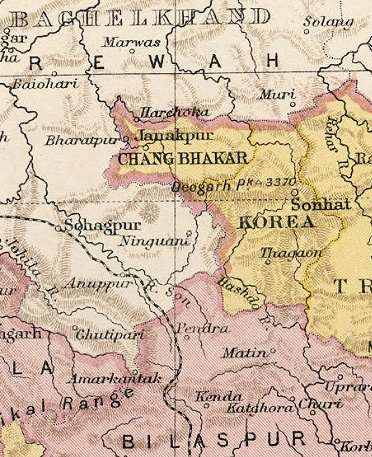
Karta.

Chang Bhakar eller Changbhakar var en brittisk vasallstat i Chutia Nagpur (norra Gondwana), Indien. Statens yta var 2 346 km², och större delen av befolkningen var gonder.

## Härskare

### Bhaiya
- 1819 - 18.., Man Singh Deo
- 1848 - 1865, Janjit Singh Deo
- 1 december 1865 - 1897, Balabhadra Singh Deo
- 1897 - 1932, Mahabir Singh Deo
- 1932 - 1947, Krishna Pratap Singh Deo